# Poul Ingemann
Poul Ingemann Nielsen (født 28. august 1952 i Nordborg) er en dansk arkitekt.

## Virke
Ingemann blev uddannet tømrer i 1973 og byggetekniker i 1975, inden han i 1980 tog afgangseksamen fra Kunstakademiets Arkitektskole. Som nyuddannet arbejde han nogle år på Henning Larsens Tegnestue, men blev i 1987 selvstændig med Poul Ingemanns Tegnestue, som han har drevet siden. Fra 1989 har han desuden været lektor ved Kunstakademiets Arkitektskole. Han var projektleder på forskningsprojektet Laboratorium for Tid og Rum – kunst, arkitektur og det offentlige rum for Det fynske Kunstakademi og Kunsthallen Brandts Klædefabrik 1995-1997. Her samarbejdede han bl.a. med billedhuggeren Anita Jørgensen, arkitekten Jane Havshøj og billedhuggeren Ingvar Cronhammar.
Ingemanns værker præges af hans kombination af det momumentale og det enkle; gennemgående træk er rene linjer og enkle materialer. 
Han har været medlem af flere udvalg under Statens Kunstfond; Arkitekturudvalget 1990-1992 og Udvalget for Kunst i det Offentlige Rum 2005-2007, ligesom han har fået flere arbejdslegater fra fonden i perioden 1989-1998. Han har desuden været formand for Det særlige Bygningssyn.
Poul Ingemann er gift med tidligere TV 2-direktør Cristina Lage.

## Værker
- Boliger, Blangstedgård, Odense (for Arkitekternes Pensionskasse, 1988)
- Domicil, Kommunekemi, Nyborg (1988)
- Udstillingsbygning, Dybbøl Banke (1988)
- Pavillon til Verdensudstillingen i Sevilla (1989)
- Værebro Park, Gladsaxe (1990)
- Udstillingsbygninger, Johannes Larsen Museet, Kerteminde (1990 og 2001)
- Byfornyelse, Istedgade 29, København (1996)
- Udstillingsbygning, Ladby Vikingeskibs Museum, Kerteminde (2007)
- Udvidelse af Lokalhistorisk Arkiv, Kerteminde (2007)

## Litterære arbejder
- "Efterskrift" i: Hanne Raabyemagle og Claus M. Smidt (red.), Klassicisme i København: Arkitekturen på C.F. Hansens tid, København: Gyldendal 1999.

## Anerkendelser
- Nykredits Arkitekturpris 1989
- Dansk Arkitekturårs Arkitekturpris 1996
- Eckersberg Medaillen 1997
- C.F. Hansen Medaillen 2004.